# جون كيربي (لاعب كرة قاعدة)
جون كيربي (بالإنجليزية: John Kirby)‏ هو لاعب كرة قاعدة أمريكي، ولد في 13 يناير 1865 في سانت لويس في الولايات المتحدة، وتوفي بنفس المكان في 6 أكتوبر 1931.

## وصلات خارجية
- جون كيربي على موقعبيزبول رفرنس.كوم (الدوري الرئيسي) (الإنجليزية)
- جون كيربي على موقعبيزبول رفرنس.كوم (الدوري الثانوي) (الإنجليزية)